# Frank Hördler
Frank Hördler (n. 26 ianuarie 1985, Bad Muskau, Saxonia, Germania) este un jucător de hochei pe gheață ce a reprezentat Germania, medaliat olimpic. A participat la o ediție a Jocurilor Olimpice (2018) în care a câștigat o medalie de argint.